# Ezequiel Viola
Ezequiel Viola (Bahía Blanca, Provincia de Buenos Aires, Argentina; 1 de septiembre de 1987) es un futbolista argentino. Juega de arquero y actualmente se encuentra en Sansinena, equipo que milita en el Torneo Federal A.

## Clubes
| Club                          | País      | Año       |
| ----------------------------- | --------- | --------- |
| Olimpo                        | Argentina | 2008-2015 |
| → Juventud Antoniana (cedido) | Argentina | 2013-2014 |
| Gimnasia (M)                  | Argentina | 2016-2018 |
| Olimpo                        | Argentina | 2018-2019 |
| Sansinena                     | Argentina | 2019-     |

## Palmarés

### Campeonatos nacionales
| Título             | Club   | País      | Año     |
| ------------------ | ------ | --------- | ------- |
| Primera B Nacional | Olimpo | Argentina | 2009-10 |

#### Otros logros
|                                                                                           |
| - Ascenso a la Primera B Nacional con Gimnasia de Mendoza en el Torneo Federal A 2017-18. |